# Onthophagus orientalis
Onthophagus perroti Paulian, 1978
Onthophagus orientalis é uma espécie de inseto do género Onthophagus, família Scarabaeidae, ordem Coleoptera.
Foi descrita cientificamente por Harold em 1868.